# (5343) Ryzhov
(5343) Ryzhov (1977 SG3) – planetoida z pasa głównego asteroid okrążająca Słońce w ciągu 3,43 lat w średniej odległości 2,27 j.a. Odkryta 23 września 1977 roku.